# Maximilian al III-lea, Arhiduce de Austria
Maximilian al III-lea, cunoscut și sub numele de Maximilian al Poloniei (n. 12 octombrie 1558, Wiener Neustadt, Austria Inferioară, Austria – d. 2 noiembrie 1618, Viena, Monarhia Habsburgică), aparținând Casei de Habsburg a fost arhiduce al Austriei, fiu al împăratului Maximilian al II-lea al Sfântului Imperiu Roman și al soției acestuia, Maria a Spaniei.

## Biografie
Maximilian s-a născut în 1558 la Wiener Neustadt, fiind al patrulea fiu al împăratului Maximilian. Mama sa, Maria a Spaniei (1528–1603) era fiica împăratului Carol Quintul. Din partea bunicii paterne, Anna Iagello, el era strănepotul regelui Cazimir al IV-lea al Poloniei.
Maximilian a crescut împreună cu Matia, fratele său mai mare cu un an, la curtea tatălui său la Viena, spre deosebire de frații lor, Rudolf, Ernest, Albert și Venceslau care au fost  trimiși în Spania pentru a primi o educație strict catolică. Totuși, educația lui Maximilian a purtat amprenta convingerilor religioase ale mamei sale, sora regelui Spaniei, Filip al II-lea.
La moartea tatălui, Maximilian și Matia, nu primiseră încă vreo funcție în imperiu, decizia în această direcție fiind mereu amânată din motive politice imperiale. Rudolf al II-lea, care l-a succedat la tron pe tatăl lor, urmărea ca prin intermediul fraților săi, Maximilian și Matia, să-și atingă interesele în arhiepiscopiile imperiului. Astfel, au fost duse negocieri ca Maximilian să primească conducerea Mănăstirii Münster sau a celei din Bamberg, ba chiar s-a încercat convingerea bătrânului arhiepiscop Johann Jakob Khuen de a renunța la Arhiepiscopia Salzburg.

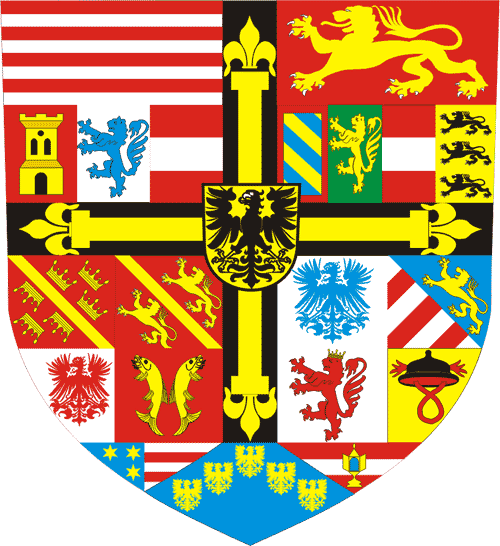
Stema Marelui Maestru al Ordinului Teutonic Maximilian al III-lea

După intervențiile masive ale Habsburgilor și ale papalității, pe 4 mai 1585 Maximilian a fost desemnat succesor al coadjutorului Henric de Bobenhausen, Marele Maestru al Ordinului Teutonic. La 20 februarie 1586 Maximilian l-a înlocuit pe acesta în funcția de administrator imperial al Abației Fulda, iar în 1590 a devenit el însuși Mare Maestru al Ordinului Teutonic fiind primul dintre cei zece conducători ai cavalerilor teutoni din familia de Habsburg.
Prin moartea regelui Poloniei, Ștefan Bathory, în decembrie 1586, Habsburgilor li se deschisese o nouă perspectivă în viitoarea apărare împotriva turcilor.
Datorită descendenței sale poloneze, Maximilian a candidat pentru tronul Uniunii Polono-Lituane în 1587. Fratele său, Ernest, ceruse și el tronul polonez în 1573, dar Henric de Valois fusese ales rege. În 1587 Maximilian a fost ales rege al Poloniei de o mică parte a nobilimii poloneze, în același timp cu Sigismund al III-lea Vasa pe care îl preferase marea parte a nobilimii poloneze. Ambițiosul arhiduce urmând exemplul lui Ferdinand I era decis să obțină coroana Poloniei cu forța armelor. Maximilian a ajuns cu o mică oaste până la Cracovia.
A fost învins de prințul suedez Sigismund de Vasa, un nepot al regelui Sigismund I al Poloniei (fiul lui Cazimir al IV-lea) prin mama sa. În concluzie, Sigismund era văr de gradul al doilea cu Maximilian. Maximilian nu a vrut să cedeze și a pornit ceea ce avea să devină un război. În ianuarie 1588, Maximilian a pierdut Bătălia de la Byczyna și a fost capturat de armata lui Jan Zamoyski, un simpatizant al lui Sigismund, devinit rege al Poloniei. A fost eliberat datorită negocierilor dintre Sigismund și papa Sixtus al V-lea.
După ce a fost eliberat, Maximilian s-a întors în Austria, a renunțat la pretenția la tronul polonez la 9 martie 1589.
Între 1593 și 1595 Maximilian a fost regent al Austriei Interioare pentru nepotul său încă minor, arhiducele Ferdinand.
În 1594 Maximilian a întreprins o campanie militară în Regatul Croației comandând o oaste formată din cavaleri teutoni, iar în anul următor s-a aflat în regatul Ungariei sub comanda fratelui său, Matia.
În 1596–1597 s-a aflat din nou în Ungaria de data aceasta în calitate de comandant al armatei imperiale însă datorită proastei organizări a aprovizionării a fost nevoit să se retragă. A rămas apoi la reședința cavalerilor teutoni în Mergentheim punându-se la dispoziția intereselor dinastice ale familiei și dedicându-se ordinului cavaleresc. În 1599 a luat contact cu dilema confesiunilor religioase în timpul primelor incursiuni în principatele protestante. La Mainz și Dresda și-a creat contacte care urmau să-i fie utile în timpul conflictului dintre frații săi, împăratul Rudolf al II-lea și arhiducele Matia, conflict în care a încercat să medieze.
În 1602 Maximilian a părăsit Mergentheim după ce a primit pe 8 iulie guvernarea Tirolului și a Austriei Anterioare și și-a stabilit reședința la Innsbruck. Începând cu 20 ianuarie 1612 Maximilian a fost principe al Tirolului.
El a continuat reformarea Ordinului Teutonic pe care o începuse când se afla la Mergentheim. În 1606 a reînnoit prevederile generale ale statutului ordinului cavaleresc astfel încât a facilitat succesiunea rudei sale, arhiducele Carol de Austria, episcop de Brixen și Breslau, la conducerea ordinului.
În Tirol a reușit să remedieze situația financiară precară lăsată de predecesorul său, Ferdinand. În nestatornica Austrie Anterioară acțiunile sale au fost mai degrabă prudente pentru a-și asigura susținerea în acest teritoriu. În 1618 Maximilian a luat parte la răsturnarea puternicului cardinal Melchior Khlesl împreună cu vărul său, arhiducele Ferdinand, pe care l-a susținut ca succesor la tronul imperial.
Maximilian a păstrat titlul de Mare Maestru al Ordinului Cavalerilor Teutoni până la moartea sa, survenită la 2 noiembrie 1618, puțin înainte de începutul Războiul de Treizeci de Ani. Mormântul său se află în Catedrala Sf. Iacob din Innsbruck.
Cea mai cunoscută moștenire lăsată de arhiducele Maximilian al III-lea este „coroana arhiducală” creată în 1616 și care este păstrată la Abația Klosterneuburg.
Viața sa a făcut subiectul tragediei „Ein Bruderzwist in Habsburg” a scriitorului Franz Grillparzer (1791–1872) a cărei primă reprezentație a avut loc în 1872.